# Спиритвуд (Саскачеван)
Спиритвуд (енгл. Spiritwood) је насељено место са административним статусом варошице у централном делу канадске провинције Саскачеван. Налази се на раскрсници локалних магистралних праваца 3, 24 и 378 на око 110 км североисточно од града Северни Бетлфорд, односно око 125 км западно од града Принс Алберт. 
Привреда насеља и околине почива на пољопривреди, посебно на узгоју житарица и свиња. У варошици је развијен и туризам, превасходно захваљујућу бројним језерима у околини (њих око 35), а постоји и 6 терена за голф.

## Историја
Интензивније насељавање овог подручја започело је с краја 1911. и почетком 1912. године, али је демографски раст био доста низак све до доласка железнице крајем 20их година прошлог века, а првобитни досељеници углавном су се бавили узгојем стоке. Насеље је 1923. добило поштанску станицу, а име Спиритвуд потиче од истоименог насеља у америчкој савезној држави Северна Дакота, из којег је дошао први поштански службеник.
Спиритвуд је 1. октобра 1935. административно уређен као село, а од 1. септембра 1965. има административни статус варошице у провинцији Саскачеван. 

## Демографија
Према резултатима пописа становништва из 2011. у варошици је живело 916 становника у укупно 425 домаћинстава, што је за 0,5% више у односу на 911 житеља колико је регистровано 
приликом пописа 2006. године.
| 2001. | 2006. | 2011. |
| ----- | ----- | ----- |
| 907   | 911   | 916   |